# باوتیان
باوتیان (انگلیسی: Baotian) شرکت موتورسیکلت‌سازی چینی است، که در سال ۱۹۹۴ تأسیس شد.